# Fearn Abbey

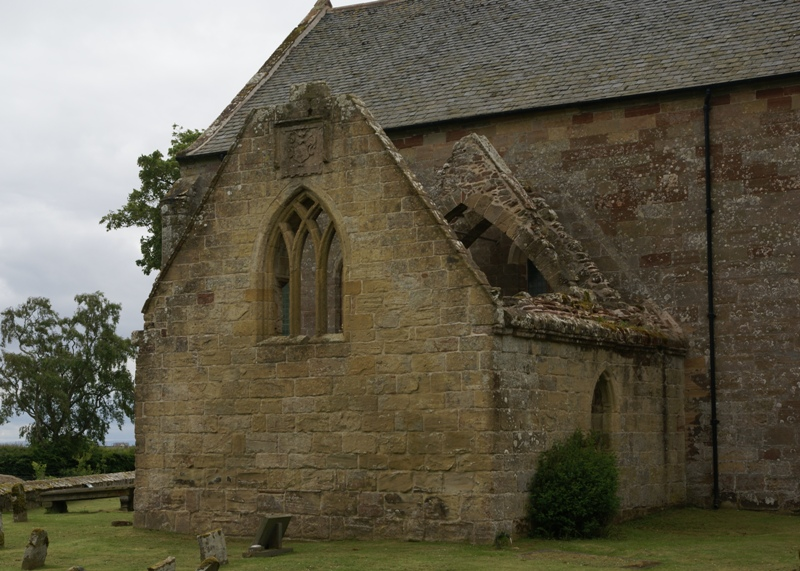
Het mausoleum van de familie Ross aan de noordzijde van de kerk.

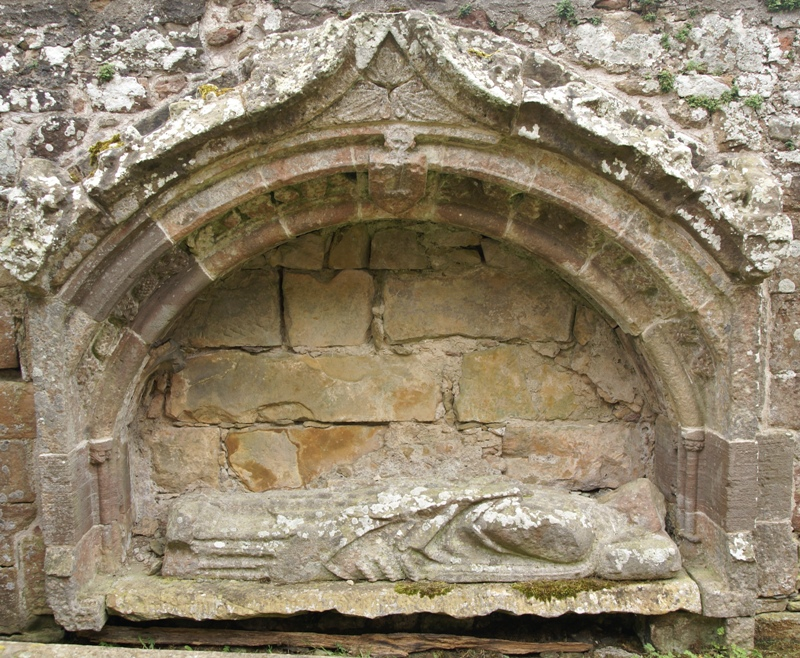
De tombe met de gisant van abt Finlay McFaed (1485), gelegen in het St Michael's Aisle.

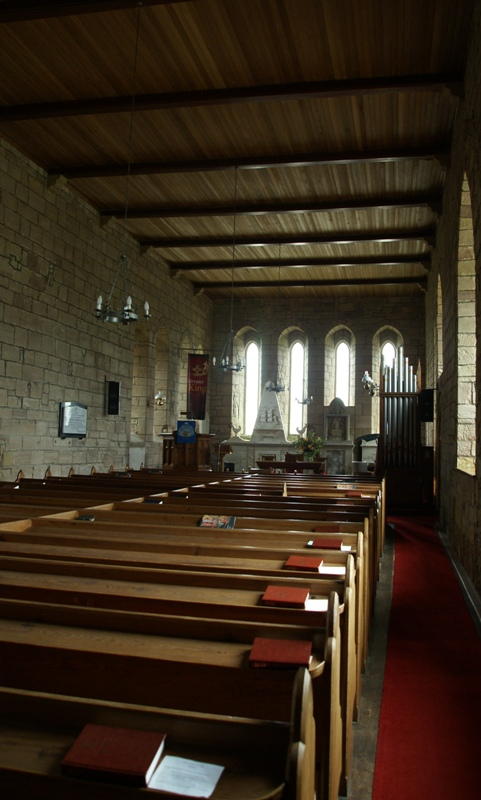
Interieur van de kerk, kijkende richting het altaar in het oosten.

Fearn Abbey is een voormalige dertiende-eeuwse Norbertijnse abdij, gelegen in Fearn ten zuiden van Hill of Fearn in de Schotse regio (Highland). Sinds de reformatie is de abdijkerk in gebruik als parochiekerk van de Church of Scotland. In de achttiende eeuw werd de kerk herbouwd.

## Geschiedenis
Fearn Abbey werd oorspronkelijk gesticht in 1221-1222 of in 1227, nabij Edderton aan de Dornoch Firth door Farquhard MacTaggart, de eerste graaf van Ross. De Norbertijnse monniken kwamen van Whithorn Priory. In 1238 werd de abdij verplaatst naar de huidige locatie, die 16 kilometer zuidoostelijker ligt. De nieuwe locatie had betere landbouwgrond dan de oude locatie. De verplaatste abdij werd in eerste instantie New Fearn of in het Latijn Nova Ferna (Nieuw Fearn) genoemd; dit werd uiteindelijk weer Fearn. Het is onbekend met hoeveel monniken de abdij is begonnen; op een gegeven moment waren er zeker acht monniken en een abt. Tussen 1338 en 1372 en in de vijftiende eeuw werd de abdij herbouwd.
De welvarende abdij stond bekend als The Lamp of the North (de Lamp van het Noorden). In 1485 liet een abt onder andere een orgel uit Vlaanderen overkomen.
Tussen 1517 en 1528 was Patrick Hamilton commendator. Hij was een vroege reformator. Hij werd in 1528 wegens ketterij door aartsbisschop James Beaton, oom van kardinaal David Beaton, verbrand in St Andrews.
Sinds de reformatie in 1560 wordt de abdijkerk als parochiekerk gebruikt door de Church of Scotland.
In 1609 kwam de kerk door een parlementair besluit onder de jurisdictie van het bisdom van Ross.
Op een zondag in 1742 stortte tijdens de dienst het dak in van de kerk waardoor er 36 doden vielen. De kerk werd in 1772 herbouwd door James Rich, maar tot de herbouw werd de kerk niet meer gebruikt. In 1972 werd de kerk gerestaureerd door Ian G. Lindsay & Partners. In de zomer van 2001 vonden wederom restauratiewerkzaamheden plaats.

## Bouw
De parochiekerk stamt grotendeels van de herbouw uit 1772. De kerk heeft een rechthoekige plattegrond en is oost-westelijk georiënteerd met het koor in het oosten. De kleine klokkentoren bevindt zich op het dak van de westelijke zijde. De kerk heeft aan de zuidzijde twee toegangen. De noordzijde en zuidzijde tellen elk zes ramen, de westzijde drie en de oostzijde vier. Binnen in de kerk zijn in de zuidmuur van het oostelijk uiteinde de sedilia, de zitplaatsen van de monniken, bewaard gebleven.
Buiten de kerk bevindt zich in het midden van de zuidzijde het ruïneuze St Michael's Aisle, dat door abt Finlay McFaed werd gebouwd en waar na zijn dood in 1485 zijn gisant werd geplaatst. In 1790 werd een nieuwe buitenmuur tegen de oorspronkelijke muur van de St Michael's Aisle aan gebouwd, vermoedelijk om de muur voor verval te behoeden. Ten oosten van het St Michael's Aisle bevindt zich een tweede constructie die tegen de kerk aan is gebouwd. Een gotisch raam en toegang bevinden zich aan de oostzijde van deze constructie; aan de westzijde bevindt zich ook een raam.
Aan de noordzijde van het oostelijk uiteinde van de kerk bevindt zich aan de buitenzijde een mausoleum van de familie Ross, dat stamt uit de tijd van na de reformatie. Boven het gotisch raam aan de noordzijde bevindt zich het familiewapen. Evenals de twee uitbouwen aan de zuidelijke zijde is het dak van het mausoleum grotendeels verdwenen. De toegang tot het mausoleum bevindt zich aan de oostzijde.

## Beheer
Fearn Abbey wordt beheerd door de Church of Scotland.